# Aeroportul Perales
Aeroportul Perales (IATA: IBE, ICAO: SKIB) este un aeroport din Ibagué⁠(d), Tolima Department⁠(d), Columbia ce deservește zona Ibagué⁠(d). Aeroportul a fost tranzitat în 2022 de 166.677 de pasageri.
Situat la o altitudine de 914 m, aeroportul dispune de o singură pistă. Este operat de Colombian Civil Aviation Authority⁠(d).